# 펄스 (영화)
《펄스》(영어: pulse)는 미국에서 제작된 짐 손제로 감독의 2006년 테크노 공포 영화이다. 2001년에 개봉한 구로사와 기요시 감독의 일본 공포 영화 《회로》의 리메이크작이다. 웨스 크레이븐과 레이 라이트가 대본을 쓰고, 크리스틴 벨 등이 출연하였으며, 마이클 레이히 등이 제작에 참여하였다.
2008년 속편 《펄스 2: 애프터라이프》(Pulse 2: Afterlife)와 《펄스 3》(Pulse 3)이 DVD로 출시되었다.

## 출연진
- 크리스틴 벨 - 매티 역
- 이언 서머홀더 - 덱스터 역
- 크리스티나 밀리안 - 이저벨 프웬테스 역
- 릭 곤잘레즈 - 스톤 역
- 조너선 터커 - 조시 역
- 샘 러빈 - 팀 역
- 옥타비아 스펜서 - 집주인 역
- 론 리프킨 - 워터슨 박사 역
- 조지프 갯 - 검은 형체 역
- 켈 오닐 - 더글러스 지글러 역
- 잭 그레니에이 - 가디프 교수 역
- 리키 린드홈 - 저넬 역
- 브래드 도리프 - 마른 책벌레 남성 역

## 기타 제작진
- 라인 제작: 론 코즈모 베커렐리
- 협력 제작: 스티븐 멀로니
- 배역: 플로리엘라 그라피니
- 미술: 에르만노 디페보오르시니, 게리 B. 매터슨